# Refrigerador de diluição

Diagrama de fases de misturas de líquidos ^{3}He–^{4}He mostrando a separação de fases

Diagrama esquemático de um refrigerador de diluição úmida ^{3}He/^{4}He sem o revestimento externo de vácuo. (gráfico vetorial)

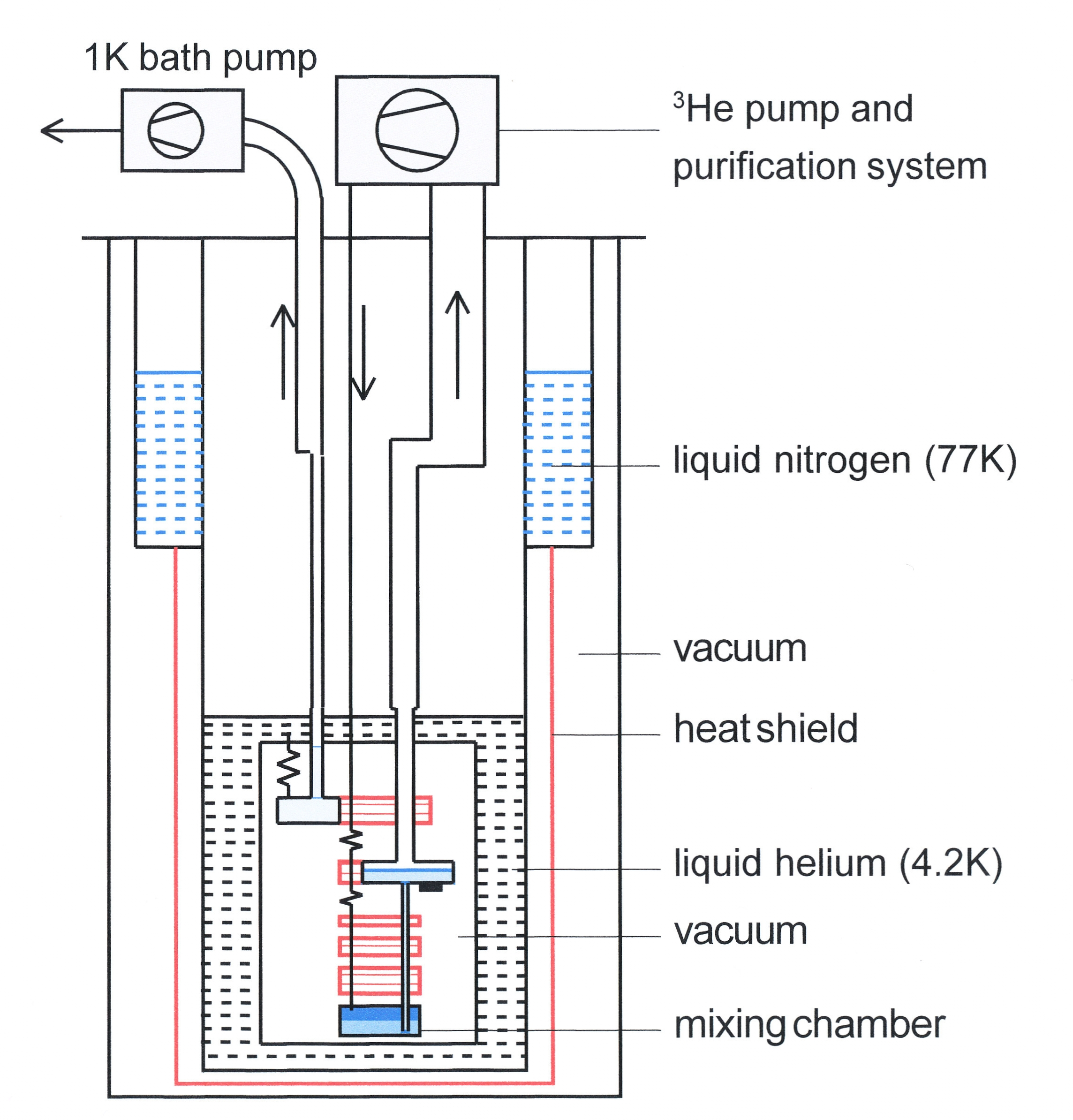
Diagrama esquemático de um refrigerador de diluição padrão, ou úmido

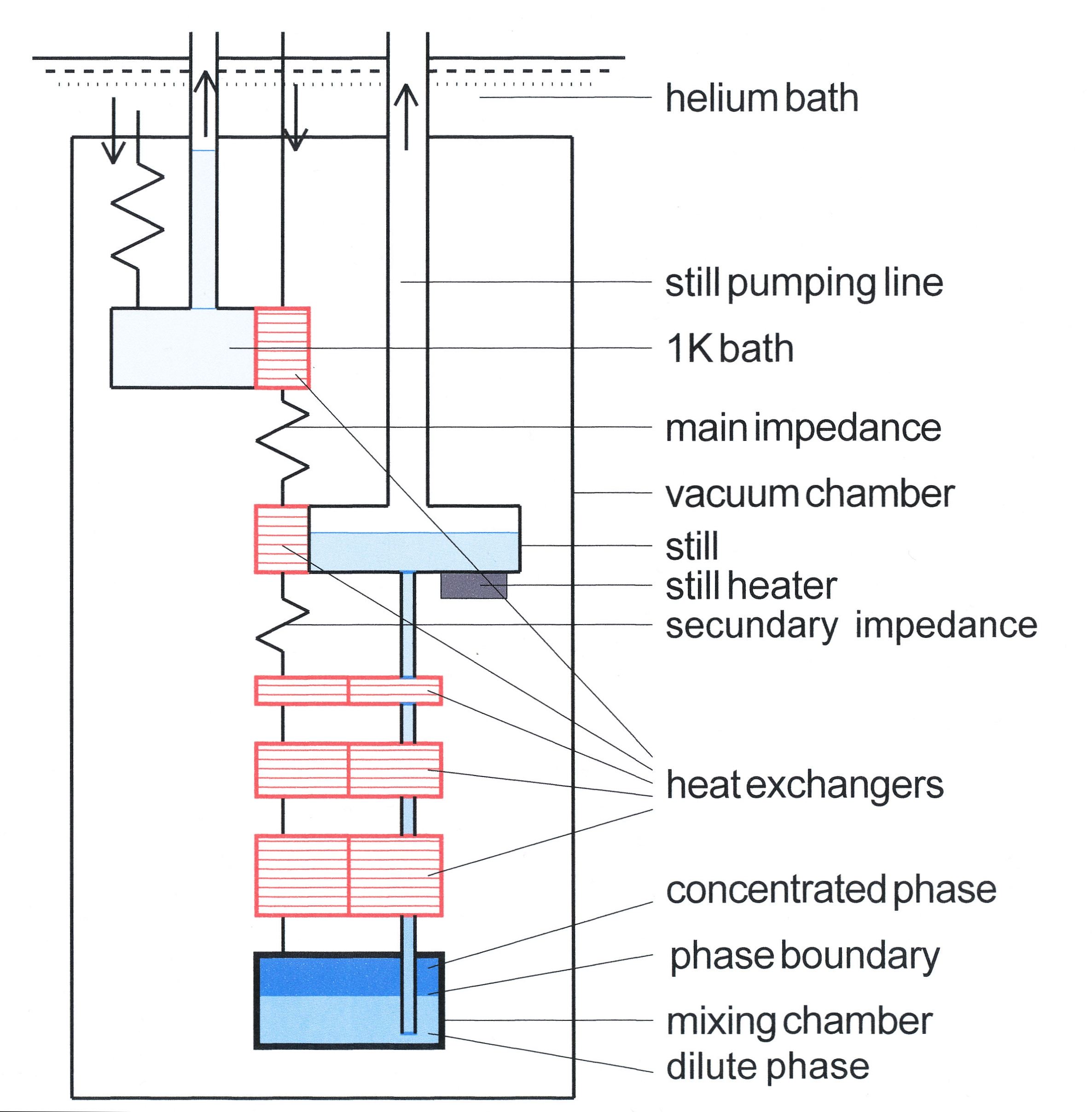
Diagrama esquemático da parte de baixa temperatura de um refrigerador de diluição

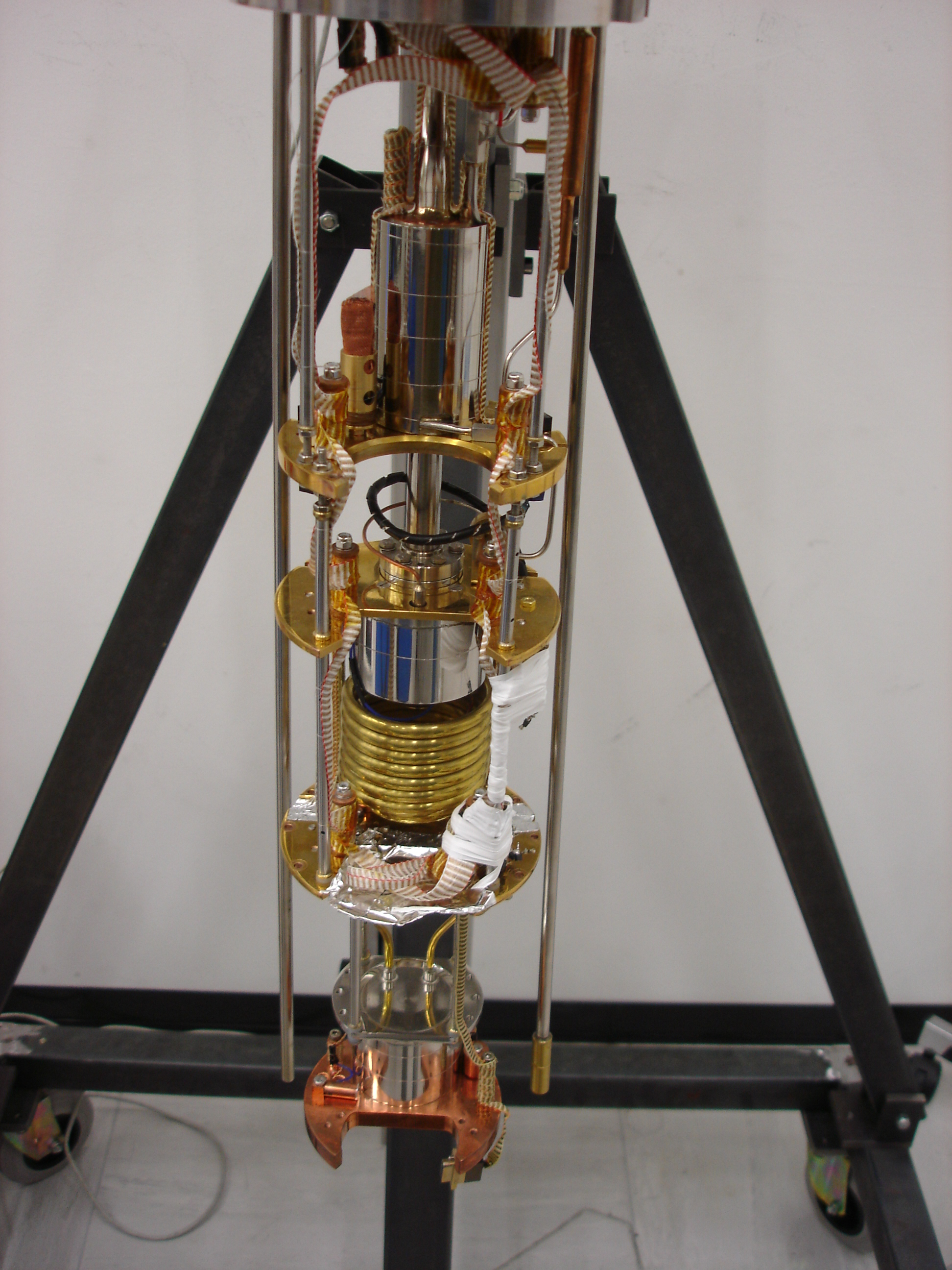
O interior de um refrigerador de diluição de hélio úmido da Oxford Instruments, com as latas de vácuo removidas

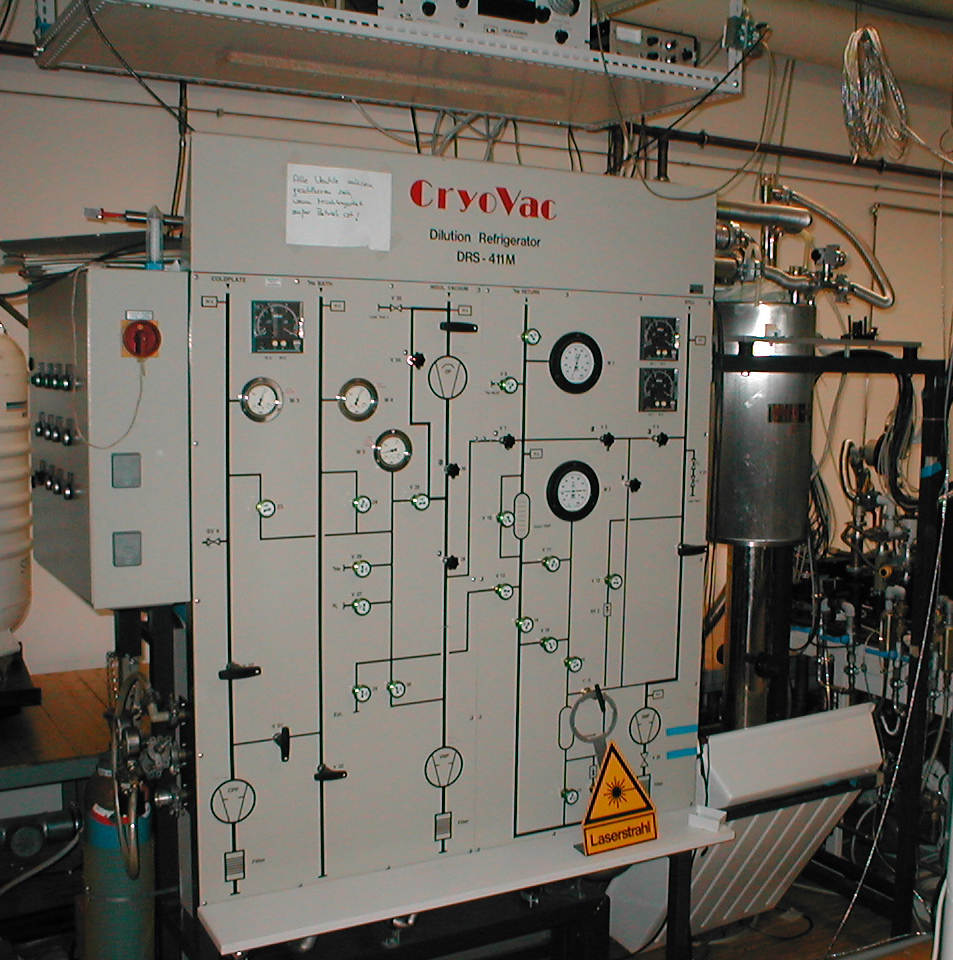
Sistema de controle de gás para um refrigerador de diluição de hélio

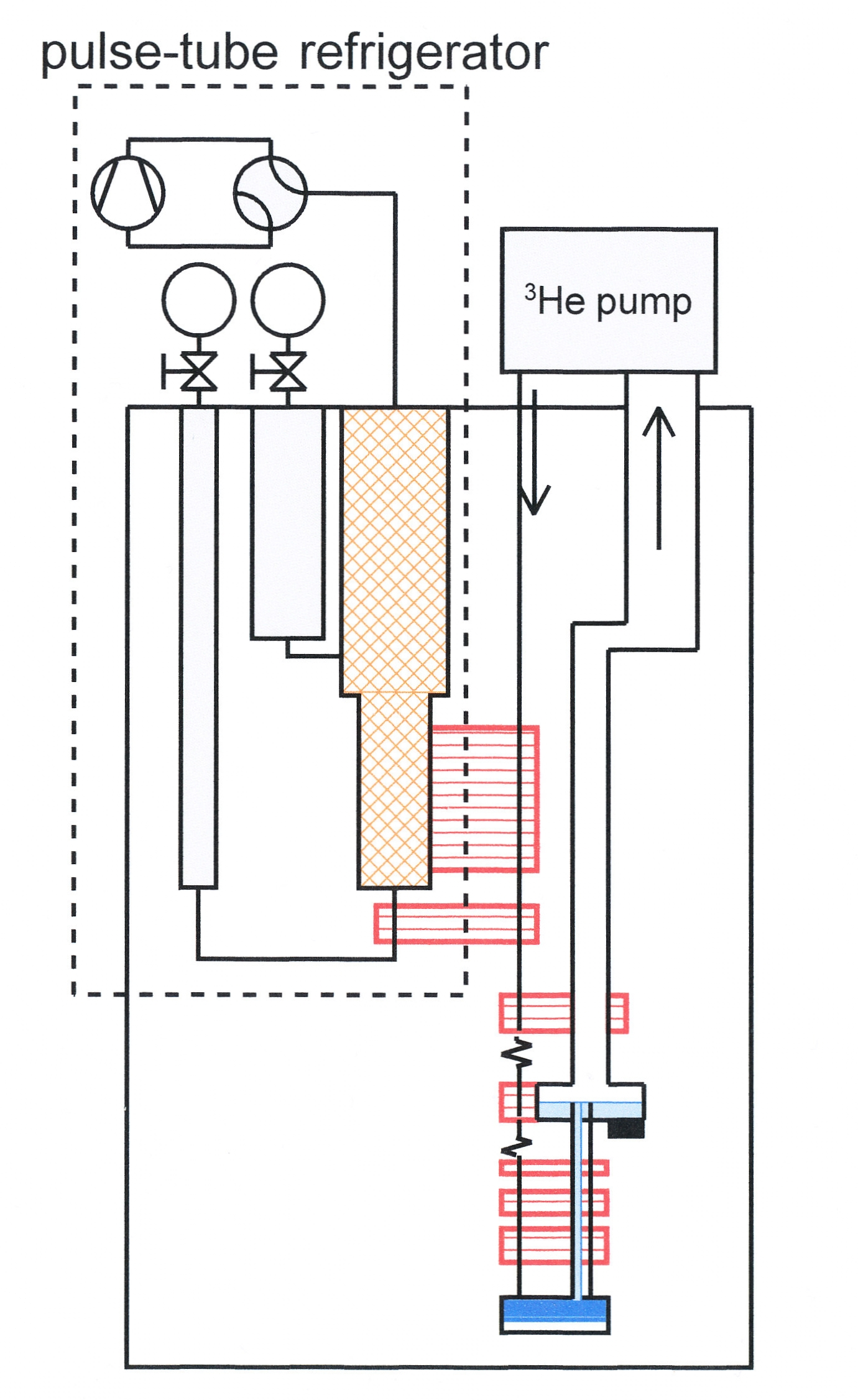
Diagrama esquemático de um refrigerador de diluição livre de criogenia, ou seco, pré-resfriado por um refrigerador de tubo de pulso de duas etapas, indicado pelo retângulo pontilhado

Um refrigerador de diluição 3He/4He é um dispositivo criogênico que proporciona resfriamento contínuo a temperaturas tão baixas quanto 2 mK, sem partes móveis na região de baixa temperatura. O poder de resfriamento é fornecido pelo calor de mistura dos isótopos hélio-3 e hélio-4.
O refrigerador de diluição foi proposto pela primeira vez por Heinz London no início da década de 1950, e foi realizado experimentalmente em 1964 no Kamerlingh Onnes Laboratorium da Universidade de Leiden. O campo da refrigeração por diluição é revisado por Zu et al.

## Teoria de operação
O processo de refrigeração usa uma mistura de dois isótopos de hélio: hélio-3 e hélio-4. Quando resfriada abaixo de aproximadamente 870 milikelvins, a mistura passa por uma separação de fases espontânea para formar uma fase rica em 3He (a fase concentrada) e uma fase pobre em 3He (a fase diluída). Como mostrado no diagrama de fases, em temperaturas muito baixas, a fase concentrada é essencialmente 3He puro, enquanto a fase diluída contém cerca de 6,6% de 3He e 93,4% de 4He. O fluido de trabalho é 3He, que é circulado por bombas de vácuo à temperatura ambiente.
O 3He entra no criostato a uma pressão de algumas centenas de milibar. No refrigerador de diluição clássico (conhecido como refrigerador de diluição úmido), o 3He é pré-resfriado e purificado por nitrogênio líquido a 77 K e um banho de 4He a 4,2 K. Em seguida, o 3He entra em uma câmara de vácuo onde é resfriado ainda mais a uma temperatura de 1,2–1,5 K pelo banho de 1 K, um banho de 4He bombeado a vácuo (pois diminuir a pressão do reservatório de hélio reduz seu ponto de ebulição). O banho de 1 K liquefaz o gás 3He e remove o calor de condensação. O 3He então entra na principal impedância, um capilar com grande resistência ao fluxo. É resfriado pelo still (descrita abaixo) a uma temperatura de 500–700 mK. Subsequentemente, o 3He flui através de uma impedância secundária e um lado de um conjunto de trocadores de calor de contrafluxo onde é resfriado por um fluxo frio de 3He. Finalmente, o 3He puro entra na câmara de mistura, a área mais fria do dispositivo.
Na câmara de mistura, duas fases da mistura 3He–4He, a fase concentrada (praticamente 100% 3He) e a fase diluída (cerca de 6,6% de 3He e 93,4% de 4He), estão em equilíbrio e separadas por uma fronteira de fase. Dentro da câmara, o 3He é diluído à medida que flui da fase concentrada através da fronteira de fase para a fase diluída. O calor necessário para a diluição é a potência de resfriamento útil do refrigerador, pois o processo de mover o 3He através da fronteira de fase é endotérmico e remove calor do ambiente da câmara de mistura. O 3He então deixa a câmara de mistura na fase diluída. No lado diluído e no still, o 3He flui através do superfluido 4He, que está em repouso. O 3He é impulsionado através do canal diluído por um gradiente de pressão, assim como qualquer outro fluido viscoso. No seu caminho para cima, o 3He frio e diluído resfria o 3He concentrado que desce através dos trocadores de calor e entra no still. A pressão no still é mantida baixa (cerca de 10 Pa) pelas bombas à temperatura ambiente. O vapor no still é praticamente 3He puro, que tem uma pressão parcial muito maior do que o 4He a 500–700 mK. O calor é fornecido ao still para manter um fluxo constante de 3He. As bombas comprimem o 3He a uma pressão de algumas centenas de milibar e o devolvem ao criostato, completando o ciclo.

## Refrigeradores de diluição sem criogênio
Refrigeradores de diluição modernos podem pré-resfriar o 3He com um cryocooler em vez de nitrogênio líquido, hélio líquido e um banho de 1 K. Nenhum suprimento externo de líquidos criogênicos é necessário nesses "criostatos secos" e a operação pode ser altamente automatizada. No entanto, os criostatos secos têm altos requisitos de energia e estão sujeitos a vibrações mecânicas, como aquelas produzidas por pulse tube refrigerators. As primeiras máquinas experimentais foram construídas na década de 1990, quando cryocoolers (comerciais) se tornaram disponíveis, capazes de atingir uma temperatura mais baixa do que a do hélio líquido e tendo potência de resfriamento suficiente (da ordem de 1 Watt a 4,2 K).
Refrigeradores de tubo de pulso são criocoolers comumente usados em refrigeradores de diluição a seco.
Refrigeradores de diluição a seco geralmente seguem um de dois designs. Um design incorpora uma lata de vácuo interna, que é usada para pré-resfriar inicialmente a máquina da temperatura ambiente até a temperatura base do refrigerador de tubo de pulso (usando gás de troca de calor). No entanto, toda vez que o refrigerador é resfriado, é necessário fazer uma vedação a vácuo que se mantenha em temperaturas criogênicas, e devem ser usadas passagens de vácuo de baixa temperatura para a fiação experimental. O outro design é mais exigente de realizar, requerendo interruptores de calor que são necessários para o pré-resfriamento, mas nenhuma lata de vácuo interna é necessária, reduzindo enormemente a complexidade da fiação experimental.

## Potência de resfriamento
A potência de resfriamento (em watts) na câmara de mistura é aproximadamente dada por
{\displaystyle {\dot {Q}}_{m}\;[{\text{W}}]=\left({\dot {n}}_{3}\;[{\text{mol/s}}]\right)\left(95(T_{m}\;[{\text{K}}])^{2}-11(T_{i}\;[{\text{K}}])^{2}\right)}
onde {\displaystyle {\dot {n}}_{3}} é a taxa de circulação molar de 3He, Tm é a temperatura da câmara de mistura, e Ti a temperatura do 3He que entra na câmara de mistura. Haverá resfriamento útil apenas quando
{\displaystyle T_{i}<2.8T_{m}.}
Isso define uma temperatura máxima do último trocador de calor, pois acima disso toda a potência de resfriamento é usada apenas para resfriar o 3He incidente.
Dentro de uma câmara de mistura, há uma resistência térmica negligenciável entre as fases pura e diluída, {\displaystyle T_{i}\approx T_{m}.} e 
a potência de resfriamento reduz para
{\displaystyle {\dot {Q}}_{m}\;[{\text{W}}]=84\left({\dot {n}}_{3}\;[{\text{mol/s}}]\right)(T\;[{\text{K}}])^{2}.}
Uma baixa Tm só pode ser alcançada se Ti for baixa. Em refrigeradores de diluição, Ti é reduzida utilizando trocadores de calor, como mostrado no diagrama esquemático da região de baixa temperatura acima. No entanto, em temperaturas muito baixas, isso se torna cada vez mais difícil devido à chamada Resistência de Kapitza. Esta é uma resistência térmica na superfície entre os líquidos de hélio e o corpo sólido do trocador de calor. É inversamente proporcional a T4 e à área de troca de calor A. Em outras palavras: para obter a mesma resistência térmica, é necessário aumentar a superfície por um fator de 10.000 se a temperatura reduzir por um fator de 10. Para obter uma baixa resistência térmica em baixas temperaturas (abaixo de cerca de 30 mK), é necessária uma grande área de superfície. Quanto mais baixa a temperatura, maior a área. Na prática, utiliza-se um pó de prata muito fino.

## Limitações
Não há uma temperatura mínima fundamental limitante para os refrigeradores de diluição. No entanto, a faixa de temperatura é limitada a cerca de 2 mK por razões práticas. Em temperaturas muito baixas, tanto a viscosidade quanto a condutividade térmica do fluido circulante aumentam se a temperatura for reduzida. Para reduzir o aquecimento viscoso, os diâmetros dos tubos de entrada e saída da câmara de mistura devem seguir como T
−3m
, e para obter um baixo fluxo de calor, os comprimentos dos tubos devem seguir como T
−8m
. Isso significa que, para reduzir a temperatura em um fator de 2, é necessário aumentar o diâmetro em um fator de 8 e o comprimento em um fator de 256. Portanto, o volume deve ser aumentado em um fator de 214 = 16,384. Em outras palavras: cada cm3 a 2 mK se tornaria 16,384 cm3 a 1 mK. As máquinas se tornariam muito grandes e muito caras. Existe uma alternativa poderosa para o resfriamento abaixo de 2 mK: desmagnetização nuclear.